# John Maeda
Pour les articles homonymes, voir Maeda.
John Maeda (né en 1966 à Seattle, dans l’État de Washington) est un artiste, graphiste, enseignant et chercheur de renommée internationale. Il a enseigné pendant 12 ans au Media Lab du MIT (1996-2008), puis a tenu des postes administratifs chez RISD, KPCB, et Automattic. En 2019, il rejoint l'agence Publicis Sapient en tant que Chief Experience Officer.

## Biographie
John Maeda a été l’élève de Muriel Cooper au Massachusetts Institute of Technology (MIT), dont il est diplômé et où il dirige le département Aesthetics and Computing Group. Il est également titulaire d’une thèse doctorale en design de la Tsukuba University Institute of Art and Design au Japon.

### Au MIT Media Lab (1996-2008)
Pendant 12 ans, de 1996 à 2008, John Maeda est professeur au Media Lab du MIT. Son livre Creative Code (2004) offre un aperçu des travaux réalisés par ses étudiants.

### Rhode Island School of Design (2008-2013)
De manière surprenante, Maeda est choisi en 2008 pour devenir le 16e président de la Rhode Island School of Design. Cinq ans plus tard, il quitte la RISD fin 2013 pour devenir "Design Partner" de Kleiner Perkins Caufield Byers (KPCB).

### Automattic et design inclusif

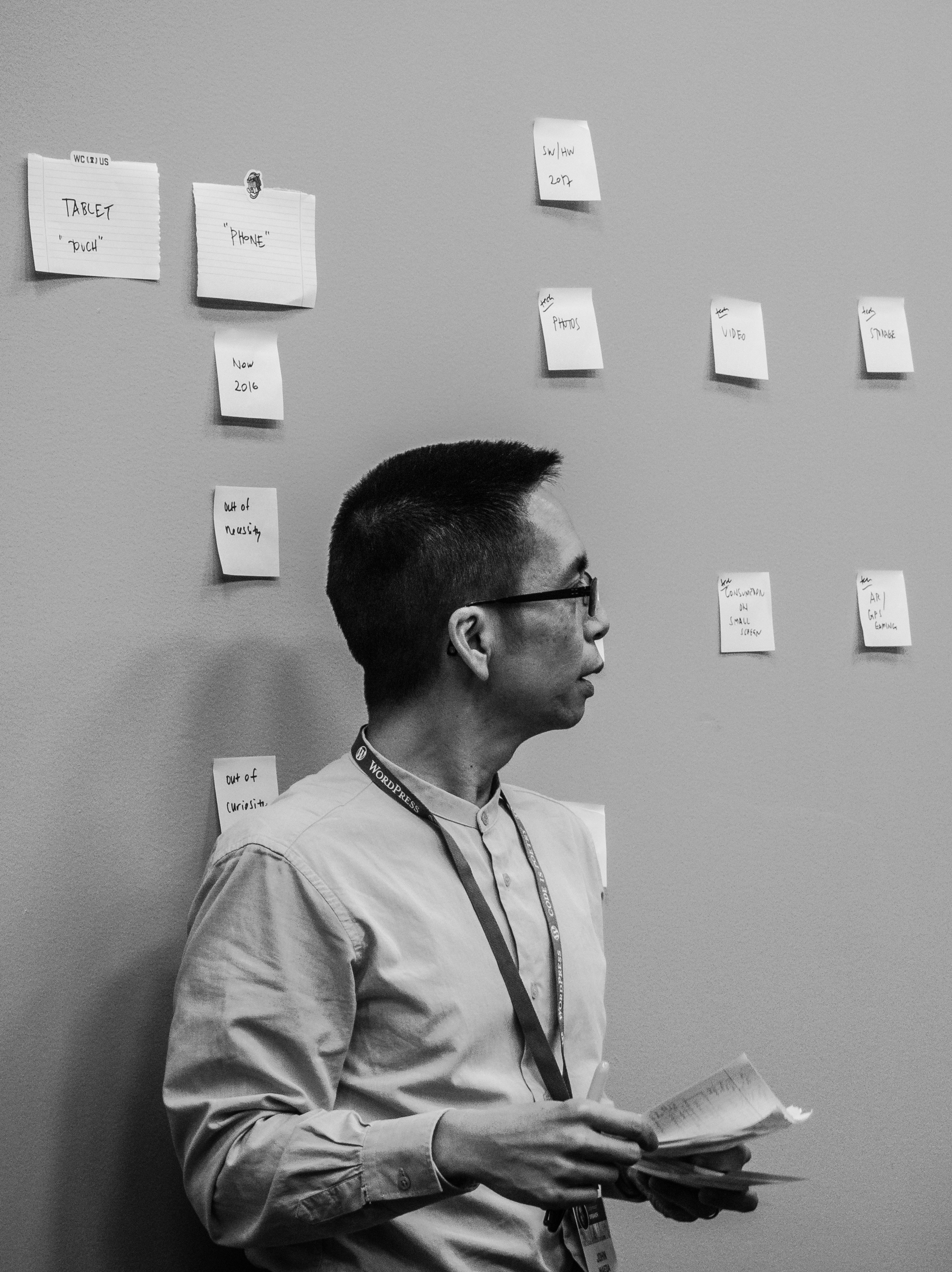
John Maeda dirigeant un atelier durant le WordCamp US 2016

En 2016, Maeda quitte KPCB pour rejoindre Automattic, l'entreprise qui développe notamment service multi-site WordPress.com (basée sur le système de publication open-source WordPress). Il adopte le titre de Responsable de la Conception Computationnelle et de l'Inclusion. Entre 2016 et 2018, il participe fréquemment à des conférences WordPress, sur des sujets tels que le design inclusif. Au printemps 2019, il présente une exposition intitulée Design in Tech à la Cité du design de Saint-Étienne, collaboration entre Automattic et Google. 
En 2019, il quitte Automattic et rejoint Publicis Sapient pour y occuper le poste de Chief Experience Officer.

## Travaux et publications
John Maeda a créé en pionnier dans un registre mêlant les arts plastiques, le design, la typographie et l’interactivité, une œuvre originale faite de travaux de commande en design (pour Sony, Shiseido, Cartier) d'expérimentations personnelles parues sur CD-ROM (Tap, Type, Write en 1998 ; 12 O’Clocks en 1997 ; Flying Letters en 1996 ; Reactive Square en 1995 ; tous chez Digitalogue co). Son travail n'est pas sans rappeler les formes pionnières de l'abstraction géométrique. On pense par exemple à Vera Molnar (née à Budapest, Hongrie en 1924).

### Reactive Books (1993-1999)
Entre 1993 et 1998, John Maeda réalise une série de travaux interactifs expérimentaux, s'intéressant aux différentes manières d'interagir avec un ordinateur. Ces travaux sont édités comme livres d'artiste combinant les formats papier et numériques (applications sous environnement Mac OS Classic), regroupés sous le titre "Reactive Books" (livres réactifs). Seuls les quatre premiers ont connu une édition physique, l'éditeur Digitalogue ayant cessé son activité en 2000.
1. The Reactive Square (1995). 10 pièces visuelles réagissant au microphone. Edité sous forme de livret et disquette[7].
2. Flying Letters (1996). 10 pièces typographiques monochromes, réagissant au mouvement de la souris. Edité sous forme de leporello et CD-ROM[7].
3. 12 o'clocks (1997). Une série de 12 horloges numériques[8].
4. Tap, Type, Write: (1998). 10 pièces en noir-blanc réagissant au clavier, en hommage à la machine à écrire.
5. Mirror Mirror. 10 variations utilisant la capture vidéo en temps réel comme source d'interaction. Non-publié.

Les Reactive Books font partie de la collection du Moma.

### Design by Numbers
Il a mis au point une méthode d’apprentissage de la programmation nommée design by numbers qui est le titre d’un livre, ainsi que d’un programme éponyme. Cette méthode s'adresse particulièrement aux non informaticiens que sont souvent les designers graphiques. Deux de ses anciens étudiants, Benjamin Fry et Casey Reas, ont poursuivi dans cette direction pour réaliser Processing, un environnement de design interactif très prometteur, basé sur la plate-forme Java.

### Livres
John Maeda est l’auteur de plusieurs livres majeurs sur le design interactif : Design by Numbers (1999), maeda@media (2000) et Creative Code (2004). Son quatrième livre, De la simplicité, connaît un grand succès et sera traduit dans 14 langues.

## Prix et récompenses
Le travail de John Maeda a été honoré de plusieurs prix, dont les Japan's Mainichi Design Prize en 2002, Smithsonian Institution's National Design Award en 2001, le Design Management Institute Muriel Cooper Prize en 2001 et le Daimler Chrysler Design Prize en 2000.
En 2010, il est médaillé par l'organisation graphique AIGA.

## Expositions personnelles
- Design Machines. Axis Gallery Annex, Tokyo, 1994[11].
- Deconstructing Cyberspace, Axis Gallery Annex, Tokyo, 1995.
- Paper and Computer, Ginza Graphic Gallery, Tokyo, 1996. L'exposition comporte 50 lithographies et 20 ordinateurs PowerBook[12].

- The One Line Project, Ginza Graphic Gallery, Tokyo. Août 1999. Cette exposition présente une ligne continue imprimée sur 80m de papier, accompagné de 10 ordinateurs iMac présentant les données du projet[13].
- Post Digital, NTT InterCommunication Center, Tokyo, 2001. Cette exposition rétrospective de mi-carrière (à 35 ans) comporte 100 imprimés, 70 projections et 80 ordinateurs[14]. Curateur: Shoji Itoh.
- F00D (F-zero-zero-D). Cristinerose / Josee Bienvenu Gallery, 2003. Cette exposition présente 27 nouvelles créations, sur le thème de la nourriture[14].
- Nature, Fondation Cartier pour l'art contemporain, Paris, 2005. Première exposition personnelle de John Maeda en Europe, Nature se compose de sept motion paintings, "des peintures en mouvement évoquant des phénomènes naturels comme la pluie qui tombe ou l’herbe qui pousse"[15].
- Maeda/MySpace, Riflemaker Gallery, Londres, 2007. Dans sa première exposition au Royaume-Uni, Maeda présente de nombreuses pièces interactives[16].
- John Maeda is the Fortune Cookie, Riflemaker Gallery, Londres, 2011. Pendant cette performance de quatre jours, Maeda accorde 10 minutes à chaque visiteur de la galerie, avant de conclure par un message de sagesse énigmatique, à la manière des fortune cookies[17].
- Atoms + Bits = the neue Craft (ABC), Adobe Museum of Digital Media, 2011[18]. Dans cette exposition en ligne, Maeda donne une conférence interactive.
- Design in Tech, Biennale Internationale de Design, Saint-Etienne, 2019. Invité à produire une exposition, Maeda (travaillant alors pour Automattic) collabore avec Rachel Been (Google) pour présenter une exposition physique du système Material Design élaboré par Google pour ses applications numériques[19].